# Paul Gerstgraser
Paul Gerstgraser (22 maggio 1995) è un combinatista nordico austriaco.

## Biografia
In Coppa del Mondo ha esordito il 29 novembre 2014 a Ruka, giungendo al traguardo in 32ª posizione.
Ha preso parte a tre edizioni dei Mondiali juniores, conquistando complessivamente tre medaglie: nella rassegna iridata giovanile di Liberec 2013 ha vinto un argento nella prova a squadre, mentre due anni più tardi ai Mondiali di Almaty 2015 ha raccolto un argento nella 10 km dal trampolino normale e un oro nella gara a squadre. 
Ha debuttato ai Campionati mondiali a Lahti 2017, dove ha vinto la medaglia di bronzo nella gara a squadre dal trampolino normale.

## Palmarès

### Mondiali
- 1 medaglia:
  - 1 bronzo (gara a squadre dal trampolino normale a Lahti 2017)

### Mondiali juniores
- 3 medaglie:
  - 1 ori (gara a squadre dal trampolino normale ad Almaty 2015)
  - 2 argenti (gara a squadre dal trampolino normale a Liberec 2013; 10 km dal trampolino normale ad Almaty 2015;)

### Coppa del Mondo
- Miglior piazzamento in classifica generale: 27º nel 2017